# Panthéon de la Discorde
 (juin 2025).
La mise en forme du texte ne suit pas les recommandations de Wikipédia : il faut le « wikifier ».
Les points d'amélioration suivants sont les cas les plus fréquents :
- Les titres sont pré-formatés par le logiciel. Ils ne sont ni en capitales, ni en gras.
- Le texte ne doit pas être écrit en capitales (les noms de famille non plus), ni en gras, ni en italique, ni en « petit »…
- Le gras n'est utilisé que pour surligner le titre de l'article dans l'introduction, une seule fois.
- L'italique est rarement utilisé : mots en langue étrangère, titres d'œuvres, noms de bateaux, etc.
- Les citations ne sont pas en italique mais en corps de texte normal. Elles sont entourées par des guillemets français : « et ».
- Les listes à puces sont à éviter, des paragraphes rédigés étant largement préférés. Les tableaux sont à réserver à la présentation de données structurées (résultats, etc.).
- Les appels de note de bas de page (petits chiffres en exposant, introduits par l'outil «  Source ») sont à placer entre la fin de phrase et le point final[comme ça].
- Les liens internes (vers d'autres articles de Wikipédia) sont à choisir avec parcimonie. Créez des liens vers des articles approfondissant le sujet. Les termes génériques sans rapport avec le sujet sont à éviter, ainsi que les répétitions de liens vers un même terme.
- Les liens externes sont à placer uniquement dans une section « Liens externes », à la fin de l'article. Ces liens sont à choisir avec parcimonie suivant les règles définies. Si un lien sert de source à l'article, son insertion dans le texte est à faire par les notes de bas de page.
- La présentation des références doit suivre les conventions bibliographiques. Il est recommandé d'utiliser les modèles {{Ouvrage}}, {{Chapitre}}, {{Article}}, {{Lien web}} et/ou {{Bibliographie}}. Le mode d'édition visuel peut mettre en forme automatiquement les références.
- Insérer une infobox (cadre d'informations à droite) n'est pas obligatoire pour parachever la mise en page.

Pour une aide détaillée, merci de consulter Aide:Wikification.
Si vous pensez que ces points ont été résolus, vous pouvez retirer ce bandeau et améliorer la mise en forme d'un autre article.
Le Panthéon de la Discorde, ou simplement Le Panthéon, est un groupe de créatures disposant de vastes pouvoirs venant d'au-delà de l'univers. Ils sont parfois considérés comme des dieux. Ils font partie du monde fictif de la série télévisée britannique de science-fiction Doctor Who. Ils cherchent à modifier la réalité et à provoquer le chaos (The Wedding of Sarah Jane Smith (The Sarah Jane Adventures) ; L'Accord du Diable (Doctor Who)).
Ils sont fréquemment appelés des dieux, (L'Accord du Diable) et la plupart sont désignés en lien avec un concept psychologique ou physique spécifique tel que la musique, les bêtes, la méchanceté ou le désastre (La Légende de Ruby Sunday). Le Docteur avait entendu des légendes du Panthéon quand il était enfant, et prétendait avoir combattu les ombres et les changelings du Panthéon dans le passé.
Les membres connus comprennent le Farceur (Trickster en VO), (The Wedding of Sarah Jane Smith) Krampus, le Fabricant de Jouets, Maestro (L'Accord du Diable), Lux Imperator (Lux), Desidirium (Le Monde du souhait et La Guerre de la réalité) la Mara (Kinda ; Snakedance), Rakhul (Reprobate en VO), L'Incendiaire (Incensor en VO), Doute, Défiance, la Grande Triade de la malice, du malheur et de la malveillance, Dieu du Sang (God of Skin en VO), Dieu du Scandale (God of Shame en VO), Dieu des Secrets. Ils sont parfois aussi désignés comme "Les Dieux du Chaos".
Harriet Arbinger, parlant comme un Héraut (Harbinger en anglais) du Dieu de la Mort, Sutekh, affirmait qu'il était "la mère et le père et l'autrui de chacun d'entre eux" ainsi que "le dieu de tous les dieux" de tout le Panthéon (La Légende de Ruby Sunday).

## Histoire
Le Panthéon de la Discorde a été banni de l'univers à un moment inconnu. Les Seigneur du Temps étaient conscients de leur existence et de leur désir de pénétrer dans le N-Space (The Wedding of Sarah Jane Smith).
Le Farceur était l'un des membres les plus éminents du Panthéon, faisant de multiples tentatives pour modifier l'histoire et permettre au Panthéon d'entrer dans l'univers. Comme en 1951, lorsque le Farceur a réussi à convaincre Sarah Jane Smith de sauver ses parents, Eddie et Barbara Smith, de la mort dans un accident de voiture. Cela a permis au Panthéon d'entrer dans le monde par un point faible de la Toile du Temps et « d'aspirer la vie de la Terre », dévastant la planète et tuant tous les humains sauf quelques-uns. Cette ligne temporelle a été évitée lorsqu'Eddie et Barbara, réalisant l'effet que leur survie aurait, ont décidé de mourir volontairement (The Temptation of Sarah Jane Smith).
Krampus, membre du Panthéon, a trouvé son chemin vers la réalité grâce à un champ temporel à Leadworth. Il a réussi à entrer pleinement dans la réalité en faisant accepter à Veronica, la fille gâtée du maire, son « cadeau pour elle ». Là, il envoya ses serviteurs capturer Amy, Rory et Mels, quand ils échouèrent, il les a personnellement capturés et les a emmenés à la bibliothèque de l'école. Pour qu'il ait pleinement le pouvoir, il avait besoin du souhait de Veronica, alors qu'au début elle ne voulait pas, il la persuada de le faire en lui montrant une image de la marque Petrichor d'Amy. Cependant, son plan a été déjoué quand Amy a dit à Veronica que ses mains étaient sales, et ce qu'elle pensait être sa poupée était en réalité un morceau de charbon utilisé pour convaincre Veronica de l'amener à Leadworth. Elle le jeta dans le miroir alors que Krampus et ses sbires étaient ramenés de force là d'où ils venaient, probablement pour de bon.
Après que le Quatorzième Docteur a invoqué une superstition aux confins de l'univers en versant du sel pour tromper les non-choses (Aux Confins de l'Univers), le Panthéon de la Discorde a commencé à s'étendre dans l'univers. Le premier à se présenter fut le Fabricant de Jouets, qui a causé des ravages sur Terre en 1925 et plus tard en 2023 jusqu'à ce que le Quatorzième et Quinzième Docteur l'arrêtent (Le Fabricant de Jouets). Le suivant à entrer était Maestro, qui cherchait à supprimer et à récolter la musique du monde, arrêté par le Docteur, Ruby Sunday et les Beatles en 1963 (L'Accord du Diable). En 2024, Sutekh est apparu sur Terre, s'étant manifesté dans le TARDIS (La Légende de Ruby Sunday / L'Empire de Mort). En 1952, à Miami, Lux Imperator a pris l'apparence d'un personnage de dessin animé appelé M. Ring-a-Ding pour se nourrir de la lumière (Lux).
En 2024, Sutekh est apparu sur Terre, se manifestant depuis le TARDIS du Docteur dans l'épisode La Légende de Ruby Sunday. Sutekh a révélé qu'après sa défaite face au Quatrième Docteur et Sarah Jane en 1911, dans l'arc Pyramids of Mars, il s'était accroché au TARDIS alors qu'il voyageait à travers le vortex temporel et suivait le Docteur à travers le temps et l'espace, ce qui lui a permis d'accéder à son pouvoir de vrai dieu et de répandre la mort partout à travers le temps et l'espace. Sutekh a finalement été vaincu par le Quinzième Docteur et Ruby Sunday qui l'ont traîné à travers le temps et l'espace en utilisant le vortex temporel, redonnant ainsi la vie à l'univers. Afin de protéger la vie, le Docteur a ensuite libéré Sutekh et il a été réduit en cendres après être entré en collision sans protection avec le mur du vortex temporel dans l'épisode L'Empire de Mort.
Le Panthéon, vaincu de nombreuses fois décide de se venger du Docteur en mettant au monde un miracle, le 7e fils d'un 7e fils, d'un 7e fils dans l'État de la Bavière en 1865. Ce bébé est Desidirium, Dieu des Souhaits, kidnappé par la Rani et utilisé par Conrad dans le but de maintenir une fausse réalité au bord de l'effondrement dans l'épisode Le Monde du souhait. Pour rétablir la réalité, le Docteur, pendant qu'il fait diversion, permey à Ruby de stopper Conrad et son vœu. Le Docteur souhaite la fin de tout vœu et que le bébé dieu n'en exauce plus. Le bébé finit adopté par Carla Sunday et est rebaptisé Joseph Sunday dans l'épisode La Guerre de la réalité.
En 2326, un membre du Panthéon connu sous le nom de Mara s'est manifesté dans l'univers grâce au pouvoir du Grand Cristal et a asservi les Manussans, créant ainsi l'Empire Sumaran. Le Mara règne pendant trois cents ans jusqu'à ce que le Premier Fédérateur le bannisse dans les Lieux Sombres de l'Intérieur, le retirant une fois de plus de la réalité (Snakedance).

## Membres

### Les Divinités
Parmi ce Panthéon, de nombreuses divinités ont été mentionnées par Harriet Arbinger lors du cliffhanger de l'épisode La Légende de Ruby Sunday.

#### Sutekh: Dieu de la Mort
Sutekh est un membre d'une race alien appelé les Osiriens, il est apparu pour la première fois dans l'arc Pyramids of Mars (Saison 13 - 1975).
Après une manifestation dans le TARDIS, le Quatrième Docteur (Tom Baker) et Sarah Jane Smith (Elisabeth Sladen) font face à Sutekh, emprisonné par Horus après une bataille il y a de ça des millénaires. Sutekh a détruit sa planète natale "Phaester Osiris" et a ensuite laissé une « traînée de ravages à travers la moitié de la galaxie ». Sutekh a été enterré mais vivant dans une pyramide à Saqqarah en Égypte. Lorsqu'il tente de se libérer, le Docteur réussit à le piéger dans le vortex du temps pour l'éternité.
Durant la Saison 1 de 2024, le retour de Sutekh a été, à plusieurs reprises, mentionné sous le nom de « Celui qui attend », par le Fabricant de Jouets dans l'épisode Le Fabricant de Jouets puis par Maestro dans L'Accord du Diable. Ce n'est qu'à la fin de l'épisode La Légende de Ruby Sunday que Sutekh fait son retour. Il était camouflé sur le TARDIS depuis un long moment car le TARDIS faisait de façon récurrente une sorte de grognement, à commencer par l'épisode Aux Confins de l'Univers, puis on l'entend à nouveau dans l'épisode L'Accord du Diable et enfin dans l'épisode Rogue avant de révéler ce qui causait ces grognements dans l'épisode suivant. Dans l'épisode suivant, L'Empire de Mort, on apprend que Sutekh a toujours été là, accroché au TARDIS depuis leur dernière confrontation.
Dans ce même épisode, on apprend que Susan Triad était une des momies envoyées par Sutekh, ce qui explique ses apparitions répétées, sous différents personnages, dans chaque épisode de la saison y compris le 2e épisode spécial à l'occasion du 60e anniversaire de la série. Dans le final de la saison, L'Empire de Mort, Sutekh informe le Docteur, qu'à chacun de ses atterrissages, Susan Triad a été conçue par Sutekh, afin de distribuer le souffle de mort de Sutekh via une tempête de sable détruisant tout l'univers à toutes les époques visitées par le Docteur. À la fin de l'épisode, le Docteur traîne Sutekh dans le Vortex Temporel, afin de ramener la vie où elle fut consumée, pour le lâcher et le laisser mourir dedans.
Dans le long discours et l'énumération des membres du Panthéon, Harriet Harbinger mentionne Sutekh comme « le père, la mère et l'autrui de chacun d'entre eux » ou encore comme « le dieu de tous les dieux » siégeant au sommet de ce zénith.

#### Le Fabricant de Jouets: Dieu des Jeux
Le Fabricant de Jouets est apparu pour la première fois lors de l'arc The Celestial Toymaker, écrit par Brian Hayles et Donald Tosh et diffusé entre le 2 avril 1966 et le 23 avril 1966 puis réapparaît dans l'épisode Le Fabricant de Jouets, écrit par Russell T Davies et diffusé le 9 décembre 2023 à l'occasion du 60e anniversaire de la série.
Au cours de leurs aventures, le Premier Docteur (William Hartnell), accompagné de Dodo Chaplet (Jackie Lane) et Steven Taylor (Peter Purves), se retrouve piégé dans le monde du Fabricant de Jouets, une entité immortelle s'adonnant aux jeux pour son plaisir personnel. Afin de retrouver le TARDIS, Dodo et Steven doivent réussir toute une série d'épreuves conçues par le Fabricant de Jouets au risque de finir, en cas de défaite, transformés en jouets à leur tour. Le Docteur, quant à lui, affronte le Fabricant de Jouets dans un jeu. Au moment de faire son dernier mouvement pour gagner, le Docteur utilise un subterfuge pour s'enfuir du monde du Fabricant de Jouets en l'imitant pour bouger la dernière pièce afin de s'enfuir et laisser le dieu des jeux bloqué dans son monde qui s'effondre. Cependant, le Docteur sait que son esprit est indestructible et qu'il pourrait revenir.
Lors d'une halte à la lisière de l'Univers, dans le spécial Aux Confins de l'Univers, le Quatorzième Docteur (David Tennant), accompagné de Donna Noble (Catherine Tate) affronte des créatures, appelées les non-choses, venant de l'autre côté de l'Univers, en invoquant une superstition à cette lisière avec le sel qui repousse les mauvais esprits. Cependant, dans l'épisode suivant, le Fabricant de Jouets s'est libéré et fait de nouveau face au Docteur en le piégeant et en le faisant souffrir dans son monde. Ils s'affrontent avec un jeu de cartes et ce dernier annonce qu'il ne s'est jamais mesuré à « Celui qui attend », il gagne mais le Docteur précise qu'ils sont à égalité, alors ils vont se battre dans un ultime jeu avec l'aide du Quinzième Docteur (Ncuti Gatwa). Les deux Docteurs réussissent à le vaincre mais ce dernier annonce que ses légions sont en chemin puis finit banni et contenu dans une barrière de sel au QG de UNIT.

#### Le Farceur: Dieu des Pièges
Le Farceur est apparu principalement dans la série spin-off The Sarah Jane Adventures dans les épisodes Whatever Happened to Sarah Jane? (Saison 1 - 2007), The Temptation of Sarah Jane Smith (Saison 2 - 2008) et The Wedding of Sarah Jane Smith (Saison 3 - 2009). Cependant, le Farceur possède une brigade déjà apparue dans Doctor Who sous la forme d'un scarabée dans l'épisode Le Choix de Donna en manipulant la réalité.
À plusieurs reprises, le Farceur manipule la réalité et la change pour supprimer Sarah Jane Smith, au départ dans Whatever Happened to Sarah Jane?, et ainsi empêcher le monde d'être sauvé d'un astéroïde sur le point de s'écraser sur Bannerman Road. Malgré une première victoire de Sarah Jane, le Farceur s'en prend de nouveau à elle, mais cette fois-ci via ses parents en les sauvant mais provoquant la destruction totale de la Terre et la quasi extinction de l'humanité dans The Temptation of Sarah Jane Smith.
Au cours de l'épisode The Wedding of Sarah Jane Smith, Sarah Jane fait la rencontre d'un homme nommé Peter Dalton qui la demande en mariage sauf que ce mariage était un piège par le Farceur qui a ressuscité Peter en échange de lui donner Sarah Jane. Avant d'être emmené par le Farceur, le Dixième Docteur (David Tennant) interrompt le mariage et aide Luke Smith (Tommy Knight), Rani Chandra (Anjli Mohindra), Clyde Langer (Daniel Anthony) et K-9 (John Leeson) à sauver Sarah Jane et stopper le Farceur. Ce n'est qu'avec le sacrifice de Peter Dalton que Sarah Jane est sauvée et le Farceur est vaincu.
Le Farceur fait un mini caméo photo dans l'épisode Braquage temporel (Saison 8 - 2014) de Doctor Who lorsque le cyborg Psi, en voulant sauver Clara Oswald du Caissier, télécharge les profils des plus grands criminels de l'univers et le Farceur est l'un d'entre eux.

#### Maestro: Dieu de la Musique
Lors d'une aventure en 1963, le Quinzième Docteur (Ncuti Gatwa) et Ruby Sunday (Millie Gibson) découvrent que la musique est devenue ringarde, embarrassante et honteuse. Ils découvrent que Maestro s'empare de la musique sauf que sans musique dans le monde, il ne restera plus que les sons éoliens dans un monde de dévastation. Maestro reconnaît le Docteur comme celui qui a scellé son père, le Fabricant de Jouets. Après avoir été vaincu, grâce à l'aide des Beatles, Maestro informe le Docteur que « Celui qui attend » est en chemin et sera bientôt là.

#### Lux Imperator: Dieu de la Lumière
Lors d'un détour en 1952 à Miami, le Quinzième Docteur (Ncuti Gatwa) et Belinda Chandra (Varada Sethu) apprennent que 15 personnes ont disparu depuis 3 mois dans un cinéma désormais à l'abandon. Une fois à l'intérieur, ils découvrent un personnage de dessin animé nommé M. Ring-a-Ding qui a pris vie après qu'une étrange lumière a parcouru la bobine, donnant vie à ce personnage. M. Ring-a-Ding dévoile au Docteur et à Belinda qu'il s'appelle en réalité Lux Imperator et qu'il est le Dieu de la Lumière. Lux piège le duo dans une bobine de film, leur faisant vivre différentes réalités. Une fois sorti, Lux tente de s'emparer de l'énergie régénératrice du Docteur avant d'être interrompu par une explosion qui l'expose à la lumière du Soleil. En s'abreuvant de cette lumière, il grandit au point de ne faire qu'un avec l'univers.

#### Desidirium: Dieu des Souhaits
Au cœur de la Bavière en 1865, la Rani se rend dans une maison perdue dans les bois abritant un grand pouvoir conçu par le Panthéon. Violet et Otto Zufall sont parents de 6 enfants puis d'un 7e qui se trouve être Desidirium. Son père étant lui-même le 7e fils d'un 7e fils. Il est kidnappé par la Rani qui utilise le pouvoir des souhaits du bébé Desidirium pour tuer toute la famille. Violett est transformée en pétales de violettes, les enfants sont métamorphosés en canards et le père transformé en hibou.
En 2025, Desidirium, toujours un simple bébé, est utilisé par la Rani et Mrs Flood, avec l'aide de Conrad Clark, pour constituer une fausse réalité selon les souhaits de Conrad. Une fois la mémoire récupérée, le Docteur et Ruby s'infiltrent dans le Palais d'Os ou se trouve la Trinité Maléfique. Pendant que le Docteur fait diversion en affrontant le deux Ranis et Omega, Ruby fait face à Conrad avant de récupérer Desidirium pour lui souhaiter une vie heureuse. Une fois dans le TARDIS, le Docteur utilise une dernière fois les pouvoirs de Desidirium pour stopper tout les souhaits et faire en sorte que le bébé ne puisse plus en exaucer.
N'étant plus qu'un bébé, le Docteur décide de le faire adopter par Carla Sunday, mère adoptive de Ruby. Cherry Sunday, grand-mère adoptive de Ruby, décide de le rebaptiser Joseph Sunday, en hommage à son défunt mari.

#### Rakhul: Dieu de la Rancœur
Rakhul n'est jamais apparu à l'écran, il est uniquement mentionné par Harriet Arbinger dans l'épisode La Légende de Ruby Sunday.

#### La Mara: Déesse des Monstres
Au cours de leurs aventures, le Cinquième Docteur (Peter Davison), Tegan Jovanka (Janet Fielding), Nyssa (Sarah Sutton) et Adric (Matthew Waterhouse) se retrouvent face à Mara dans l'épisode Kinda, qui, au départ, possède l'esprit de Tegan avant de posséder d'autres personnes. Mara finit piégé par des miroirs mais ne supportant pas sa vue, se change en serpent géant, puis est banni dans un univers parallèle.
Dans l'épisode Snakedance, qui est un peu une suite de l'épisode Kinda, Tegan est de nouveau possédé et contrôlé par Mara qui la pousse à l'aider à reconstituer un corps pour accueillir son esprit. Mara redevient un serpent géant qui hypnotise tout le monde, à l'exception du Docteur qui réussit à stopper l'entité qui souffre et meurt pour de bon.
Cependant, dans un court-métrage créé à l'occasion de l'annonce de la sortie du coffret DVD Doctor Who - The Collection: Season 20, il semblerait que l'esprit de Mara continue de hanter Tegan.

#### La Grande Triade de la malice, du malheur et de la malveillance
Ce trio n'est jamais officiellement apparu à l'écran. Cependant, le seul trio qui pourrait correspondre serait celui des Dieux du Ragnarok présent dans l'arc The Greatest Show in the Galaxy avec le Septième Docteur (Sylvester McCoy) et Ace (Sophie Aldred) mais rien ne confirme cela.

#### Le Dieu du Sang
Le Dieu du Sang (God of Skin en VO) n'est jamais apparu à l'écran, il est uniquement mentionné par Harriet Arbinger dans l'épisode La Légende de Ruby Sunday.

#### Le Dieu du Scandale
Le Dieu du Scandale (God of Shame en VO) n'est jamais apparu à l'écran, il est uniquement mentionné par Harriet Arbinger dans l'épisode La Légende de Ruby Sunday.

#### Le Dieu des Secrets
Le Dieu des Secrets n'est jamais apparu à l'écran, il est uniquement mentionné par Harriet Arbinger dans l'épisode La Légende de Ruby Sunday.

#### L'Incendiaire: La Déesse des Catastrophes
L'Incendiaire n'est jamais apparue à l'écran, elle est uniquement mentionnée par Harriet Arbinger dans l'épisode La Légende de Ruby Sunday, elle possède des enfants appelés Doute et Défiance.

#### Doute et Défiance
Doute et Défiance ne sont jamais apparus à l'écran, ils sont uniquement mentionnés par Harriet Arbinger dans l'épisode La Légende de Ruby Sunday. Cependant, en VO il s'agit de "Dread" soit "Crainte", la signification inverse de Défiance. De plus, Doute et Crainte forment une dyade en théorie psychologique, sens qui se perd ici.

#### Krampus
Krampus est également un membre du Panthéon de la Discorde, cependant il apparaît uniquement dans un comic dans le Doctor Who Magazine appelé Imaginary Enemies face au Onzième Docteur (Matt Smith) et Amy Pond (Karen Gillan).

### Les Messagers
Les divinités du Panthéon de la Discorde sont connues pour créer des messagers nommés "Harbinger" (Héraut en français), des créatures à l'apparence humaine qui annonçaient leur venu. Dans la Saison 1, c'est par ce moyen que Maestro est arrivée sur terre avec Henry Arbinger dans L'Accord du Diable et que Sutekh a annoncé son arrivée avec Harriet Arbinger dans La Légende de Ruby Sunday.

### Les Légions
Certains membres du Panthéon de la Discorde avaient leur propre groupe comme Le Farceur et sa « brigade » dans Whatever Happened to Sarah Jane? et Le Choix de Donna ; le Fabricant de Jouets et ses « légions » dans Le Fabricant de Jouets ; Mara et ses « fées » dans l'épisode Petits Mondes de Torchwood ; Krampus et ses « gobelins » dans le comic Imaginary Enemies ou encore Sutekh et ses « momies »  dans Pyramids of Mars, La Légende de Ruby Sunday ou L'Empire de Mort. Les membres du Panthéon de la Discorde utilisaient aussi des « Changelins » dans l'épisode The Wedding of Sarah Jane Smith.